# Victor Lefranc
Bernard Edmé Victor Étienne Lefranc (Garlin, 3 februari 1809 – Montsoué, 12 september 1883) was een Frans politicus.

## Biografie

### Achtergrond, opleiding en vroege carrière
Victor Lefranc werd op 3 februari 1809 in Garlin (Béarn), gelegen in het departement Basses-Pyrénées. Hij was de neef van de girondijnse afgevaardigde Jean-Baptiste Lefranc. Victor Lefranc studeerde rechten in Parijs en vestigde zich als advocaat in Landes. Hij was lid van de gemeenteraad van Mont-de-Marsan waar hij opviel door zijn verzet tegen de gevestigde orde. Hij was een overtuigd republikein en fel tegenstander van de Julimonarchie van koning Lodewijk Filips.

### Carrière tijdens de Tweede Franse Republiek
Na de Februarirevolutie van 1848 werd hij op 2 maart 1848 door de voorlopige republikeinse regering benoemd tot commissaris-generaal van het departement Landes. Op 1 mei 1848 werd hij, nadat hij was gekozen tot parlementslid, als commissaris-generaal vervangen.
Victor Lefranc, een gematigde republikein, werd op 25 april 1848 (Franse parlementsverkiezingen 1848) in de Nationale Grondwetgevende Vergadering (Assemblée Nationale Constituante) gekozen. Hij steunde de politiek van generaal Louis Eugène Cavaignac. Hij stemde in de Grondwetgevende Vergadering afwisselend voor linkse en rechtse wetsvoorstellen. Op 13 mei 1849 werd hij voor Landes in de Nationale Vergadering (Assemblée Nationale) (Franse parlementsverkiezingen 1849) gekozen.

### Verzet tegen de keizer

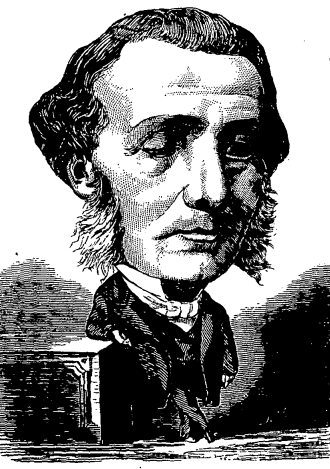
Spotprent van Victor Lefranc door Touchatout in Le Trombinoscope (1872)

Victor Lefranc verzet zich tegen de in december 1848 gekozen president Lodewijk Napoleon Bonaparte. Na de staatsgreep van 2 december 1851, waarbij de president alle macht naar zich toetrok, stapte Lefranc uit de politiek en werd toegelaten tot balie van Parijs. Hij was vervolgens lid van de raad van Orde van Advocaten. Hij slaagde er in 1863 en in 1869 niet in om in het Wetgevend Lichaam (Corps Législatiff) te worden gekozen.

### Carrière tijdens de Derde Franse Republiek
Na de revolutie van 4 september 1870, die een einde maakte aan het Tweede Franse Keizerrijk, werd Lefranc lid van de voorlopige commissie die de Staatsraad (Conseil d'État) verving.
Bij de parlementsverkiezingen van 8 februari 1871 werd Lefranc in de Kamer van Afgevaardigden (Chambre des Députés) gekozen voor het departement Landes. Hij vergaderde met centrumlinks. Vervolgens zat hij in de commissie die de wapenstilstandsonderhandelingen met Duitsland voorbereidde.
Op 9 juni 1871 werd hij minister van Landbouw en Handel (tot 6 februari 1872) in het kabinet-Dufaure I (als opvolger van Félix Lambrecht) en onderhandelde hij in Londen met de regering-Gladstone over de herziening van de bilaterale handelsverdragen. Op 6 februari 1872 werd hij benoemd tot minister van Binnenlandse Zaken. Hij betoonde zich een groot voorstander van de handhaving van de staat van beleg en om zijn overtuiging kracht bij te zetten scherpte hij de perscensuur aan. Naast republikein was hij ook een vurig rooms-katholiek stelde hij de zondagsrust in voor overheidspersoneel. De monarchistische meerderheid in de Kamer van Afgevaardigden stemde op 30 november 1872 tegen zijn beleid, waarna Lefranc onmiddellijk zijn ontslag indiende bij de president. Lefranc nam vervolgens zitting in het Franse parlement en vergaderde met de centrumlinkse republikeinen. Bij de parlementsverkiezingen van 20 februari 1876 werd hij herkozen, maar moest zijn zetel bij de verkiezingen van 1877 prijsgeven. In 1878 slaagde hij er niet in om tot lid van de Senaat (Sénat) te worden gekozen. Op 21 mei 1883 werd hij als senator voor het leven (Sénateur inamovible) alsnog lid van de Senaat.
Victor Lefranc overleed op 74-jarige leeftijd, op 12 september 1883 in Montsoué, bij Saint-Sever (Landes).

## Verwijzingen
1. ↑  Een functie vergelijkbaar met die van prefect
2. ↑  En zich spoedig zou laten kronen tot keizer Napoleon III

- Bibliothèque nationale de France: cb13211233w (data)
- Gemeinsame Normdatei: 141936606
- International Standard Name Identifier: 0000 0000 8154 1095
- Système universitaire de documentation: 158360281
- Virtual International Authority File: 73995994
- WorldCat: E39PBJrWDQxBBdWkBRcBvvrrMP